# Cal Bellart
Cal Bellart és un edifici de Rocafort de Vallbona, al municipi de Sant Martí de Riucorb (Urgell), inclòs a l'Inventari del Patrimoni Arquitectònic de Catalunya.

## Descripció
És una casa construïda amb carreus. Consta de tres plantes. La planta baixa presenta dues portes de forma quadrangular i dues finestres reixades. A la planta noble, s'observen dues finestres amb trencaaigües i cornisa. Els extrems del trencaaigües són figures de rostres humans. A les golfes hi ha tres finestres amb cornisa.
"El Cup de les Monges" és una edificació annexa a la casa pel costat dret, de quatre plantes. La planta baixa té una única porta amb la llinda inscrita. A la primera planta es veuen dues finestres quadrades, una d'elles amb cornisa. A la segona planta hi ha una porta balconera amb barana de ferro i una finestra d'arc de mig punt amb cornisa. A les golfes hi ha dues finestres amb cornisa.

## Història
El poble de Rocafort va ser feu del Monestir de Vallbona de les Monges, segons la referència documental que diu que l'abadessa Gerònima de Queralt compra a Bernat de Rocafort el Castell i terme de Rocafort amb llurs feus i drets l'any 1285. "El Cup de les Monges" era el magatzem on es recollia i guardava el delme que lliuraven els habitants del poble de Rocafort al Monestir. A la llinda del "Cup" hi figura la següent inscripció: "BOTICA DEL REAL MONESTIR DVAIL BONA FETA LO AÑ 1789".